# Te llevaré al fin del mundo
Te llevaré al fin del mundo (Ich trag dich bis ans Ende der Welt en V. O.) es una película dramática germanoaustriaca de 2009 dirigida por Christine Kabisch y protagonizada por Ann-Kathrin Kramer y Elmar Weppen.
El film está producido por la cadena ARD.

## Argumento
Anna Kraus (Ann-Kathrin Kramer) es una devota ama de casa que durante dieciocho años ha estado limpiando la casa mientras sus hijos salen hasta las tantas mientras que Frank, su marido (Bernhard Schir) trabaja hasta tarde. No obstante, cuando va a visitarle a su oficina, descubre que todo este tiempo la ha estado engañando con su secretaria (Melanie Blocksdorf).
Tras el despecho, decide abandonar a su familia para hacer el Camino de Santiago con su anciano padre: Horst (Elmar Wepper) a pesar de no tener una buena relación. A lo largo del camino, la relación padre-hija irá mejorando a medida que empiezan a conocerse mejor.
Mientras tanto, sus hijos Petra y Thomas (Carolin von der Groeben y Tim Morten Uhlenbrock) no entienden la súbita marcha de su madre hasta que la primera encuentra a su padre con la amante, lo cual supone un punto de inflexión para Frank, quien ante la reprobación de estos, decide viajar a Compostela para traerla de vuelta.

## Reparto
- Elmar Wepper: Horst Hagen
- Ann-Kathrin Kramer: Anna Klaus
- Bernhard Schir: Frank Klaus
- Julian Weigend: Tom
- Tim Morten Uhlenbrock: Thomas Klaus
- Carolin von der Groeben: Petra Klaus
- Melanie Blocksdorf: Vera
- Manon Kahle: Cindy
- Dietmar Mues: Paul Freier
- Frank Vockroth: Jan Wojta